# Ryan van den Akker
Hendrina Adriana Maria (Ryan) van den Akker (Beek en Donk, 12 augustus 1960) is een Nederlandse musical- en stemactrice. Ze is vooral bekend geworden door haar stem die gebruikt is voor de tekenfilmeend Alfred J. Kwak en de musicals Cyrano en Elisabeth.
Ze nam deel aan het Nationaal Songfestival in 1998 met het lied "Over", in duet met Lone van Roosendaal. Ze werden vijfde met 48 punten.

## Persoonlijk
Van den Akker woont in Maastricht.

## Carrière

### Musicals
- 1991-1993: Tsjechov (als Lika)
- 1992-1994: Cyrano de Musical (als Roxane)
- 1994-1996: My Fair Lady (als Eliza Doolittle)
- 1997-1998: De Jantjes (als Jans)
- 1999-2001: Elisabeth (als Elisabeth)
- 2000-2001: Rex de Musical (als Joke)
- 2002-2003: Aspects of Love (als Rose)
- 2006-2007: Pol de Musical

### Televisie
- 1991-1993: We zijn weer thuis (als Mieke Tollema)
- 1992-1995: Bureau Kruislaan (als Jenny Brink)
- 1993: Oppassen!!! (als verpleegster)
- 2012:      The voice of Holland
- 2013 Liedjes van Louis Davids (liedjes uit de voorstelling "de Jantjes")

### Theater
- Diverse rollen bij Het Zuidelijk Toneel;
- Diverse rollen bij Theater van het Oosten;
- Diverse rollen bij Theater Eldorado;
- Diverse rollen bij RO-Theater;
- En Ik Dan? (van Annie M.G. Schmidt);
- Schakels.
- Ryan van den Akker en de Brabantse Jongens
- TRAGIC TWO - Warum bin ich so fröhlich? (Muziektheater voorstelling met Jazz pianist Coen van Dam).

Vanaf 2016 werkt zij op vaste basis samen met pianist Thomas Alexander.
Verder werkt van den Akker met gitarist Elwin de Vries (ex-bandlid van Itchi Bitchi) aan een Nederlandstalig programma.
Van den Akker vormt ook een duo met Gisela Douwes. Haar samenwerking met Gisela is met name gericht op concerten in zorg- en verpleeghuizen.

### Prijzen
- Van den Akker heeft in 1992 de Zilveren Harp van de Stichting Conamus voor haar rol in Cyrano ontvangen.

## Filmografie
- Gemeinsame Normdatei: 1231813784
- MusicBrainz: 3108ffff-547a-4412-b2a9-d9c234d20171
- Nederlandse Thesaurus van Auteursnamen: 138432562
- Virtual International Authority File: 306202351
- WorldCat: E39PBJpV8dYwqBCPDcwTPCX8G3